# Мурахолов мексиканський
Мурахоло́в мексиканський (Formicarius moniliger) — вид горобцеподібних птахів родини мурахоловових (Formicariidae).

## Поширення
Вид поширений в Центральній Америці. Трапляється на півдні Мексики (південніше штату Веракрус), півночі і сході Гватемали, в Белізі та на півночі Гондурасу. Живе у тропічних та субтропічних дощових лісах.

## Опис
Птах завдовжки 17 см, вагою 56—67 г. Тіло міцне з короткими закругленими крилами, довгими і сильними ніжками і коротким квадратним хвостом. Голова, спина, крила та хвіст темно-коричневі. Груди та черево сірі. Горло та лицьова маска чорна. Дзьоб довгий і тонкий, чорного кольору. Біля основи верхньої щелепи є невелика біла пляма трикутної форми.

## Спосіб життя
Мешкає у вологих лісах з густим підліском. Трапляється поодинці або парами, проводячи більшу частину дня за пошуком поживи, шукаючи її між підстилкою або травою, рухаючись досить повільно і обережно, готовий сховатися в гущавині підліску за найменшої небезпеки. Живиться комахами та іншими дрібними безхребетними. Сезон розмноження триває з квітня по червень. Гнізда облаштовує у дуплах. Про пташенят піклуються обидва батьки.